# Kościół Świętego Wojciecha Biskupa i Męczennika w Sieradzu
Kościół Świętego Wojciecha Biskupa i Męczennika w Sieradzu – rzymskokatolicki kościół parafialny w Sieradzu, w dzielnicy Męka, w województwie łódzkim. Należy do dekanatu zduńskowolskiego diecezji włocławskiej.

## Historia
Parafia w Męce została erygowana w drugiej połowie XIII wieku. Do 1318 roku należała do archidiecezji gnieźnieńskiej, w latach 1260-1358 znajdując się w rękach zakonu kanoników regularnych (laterańskich). W roku 1548 lub 1571 została wcielona do mensy mansjonarzy kolegiaty sieradzkiej. Obecny kościół powstał przed 1679 rokiem z fundacji biskupa krakowskiego Andrzeja Trzebickiego, pochodzącego z parafii w Męce.  
Pierwotnie była to budowla orientowana, drewniana o konstrukcji zrębowej, w XVII w. obmurowana cegłą. Jest to kościół jednonawowy, z węższym od nawy, wielobocznie zamkniętym prezbiterium. Posiada dwuspadowy dach z sygnaturką. Ołtarz główny oraz dwa ołtarze boczne utrzymane są w stylu barokowym, podobnie jak całe wnętrze. Znajdują się tu obrazy z XVIII w. Wewnątrz znajduje się także ambona z rzeźbą św. Wojciecha z XVII w.
W roku 1870 staraniem proboszcza Jana Moczyńskiego kościół odnowiono. W latach 1945–1958 do bryły rozbudowanej w l. 1949-1951 świątyni została dobudowana wieża. Zbutwiałe drewno z wnętrza ceglanej obmurówki zostało usunięte w 2000 roku, w trakcie trwającego w l. 1999-2003 remontu generalnego.

## Organy
W kościele znajdują się organy wykonane w drugiej połowie XX wieku przez włocławską firmę Bronisława Komorowskiego. Instrument posiada 14 głosów. Prospekt organowy jest niearchitektoniczny, nie ma ściśle określonego stylu, jednosekcyjny, składa się z dwóch części. Stół gry jest wolno stojący. Wiatrownice są typu stożkowego. Dmuchawa jest napędzana elektrycznie.
Związana z kościołem tradycja głosi, że w 997 r. odwiedził to miejsce święty Wojciech, udający się z misją chrystianizacyjną do Prus. Sam zaś kościół miał zostać ufundowany w 1410 jako wotum za zwycięstwo w bitwie pod Grunwaldem.